# REQUEST (竹内まりやのアルバム)
『REQUEST』（リクエスト）は、竹内まりやの通算7枚目のオリジナル・アルバム。1987年8月12日にアルファ・ムーン（現・ワーナーミュージック・ジャパン）より発売された。前作『VARIETY』から3年ぶりのアルバムとなる本作には、自身のシングル曲に加え、他アーティストへの提供曲のセルフカバーも多数収録されている。本アルバムをプロデュースした山下達郎は、演奏やバックコーラスにも参加している。

## 背景
当時竹内は育児に追われる日々を送っており、音楽活動がかなり制限され楽曲制作に費やす時間も中々取りづらいという状況に置かれていた。ミュージシャンが作品をリリースするペースは現在よりもずっと速く、3年ものブランクはかなり長いものと見なされ、忘れられてもおかしくないという時代でもあった。アルバムをリリースするにしても自身のシングルだけでは曲数が不足であるため、そこで考えられたのがセルフカバーである。幸い在宅でも可能な仕事として他の歌手への楽曲提供を行っていたため、これらの曲を自身で歌ってアルバムに収録しようという運びとなった。全10曲中5曲が他の歌手への提供楽曲であるが、セルフ・カバーがアルバム収録曲の半数を占めるというのは、当時としては非常に珍しいことであった。
オリコンの集計では、約4年間（178週）かけて竹内の作品では初となるミリオンセラーを達成している。なお、オリコンでは1992年にリマスタリング盤として再発された際、1992年11月2日付 - 30日付の5週にわたってオリジナル盤とは別に集計されていたが、1992年12月7日付のチャートにおいてオリジナル盤と合算して集計された（5週分の累計売上は合算されず）。このような現象は同時期に再発された山下達郎の『MELODIES』でもみられた。

## 収録曲

### LP／CT
| 全作詞・作曲: 竹内まりや、全編曲: 山下達郎（特記除く）。 |                                                    |            |            |      |
| #                                                        | タイトル                                           | 作詞       | 作曲・編曲 | 時間 |
| 1.                                                       | 「恋の嵐」                                         | 竹内まりや | 竹内まりや | 4:37 |
| 2.                                                       | 「OH NO, OH YES!」                                 | 竹内まりや | 竹内まりや | 5:19 |
| 3.                                                       | 「けんかをやめて」(ストリングスアレンジ：服部克久) | 竹内まりや | 竹内まりや | 4:45 |
| 4.                                                       | 「消息」                                           | 竹内まりや | 竹内まりや | 3:50 |
| 5.                                                       | 「元気を出して」                                   | 竹内まりや | 竹内まりや | 4:48 |
| 合計時間:                                                | 合計時間:                                          | 23:19      |            |      |

| 全作詞・作曲: 竹内まりや、全編曲: 山下達郎（特記除く）。 |                                                          |            |            |      |
| #                                                        | タイトル                                                 | 作詞       | 作曲・編曲 | 時間 |
| 1.                                                       | 「駅」                                                   | 竹内まりや | 竹内まりや | 5:01 |
| 2.                                                       | 「テコのテーマ」                                         | 竹内まりや | 竹内まりや | 4:24 |
| 3.                                                       | 「色・ホワイトブレンド」(ストリングスアレンジ：服部克久) | 竹内まりや | 竹内まりや | 4:04 |
| 4.                                                       | 「夢の続き」                                             | 竹内まりや | 竹内まりや | 5:22 |
| 5.                                                       | 「時空の旅人」                                           | 竹内まりや | 竹内まりや | 4:26 |
| 合計時間:                                                | 合計時間:                                                | 23:17      |            |      |

### 曲解説
1. 恋の嵐
TBS系金曜ドラマ『となりの女』主題歌。
2. OH NO, OH YES!
1986年、中森明菜のアルバム『CRIMSON』への提供曲。「元気を出して」のシングルカットの際にB面曲として収録された。
3. けんかをやめて
1982年、河合奈保子への提供曲。
レコーディングの際に、同じスタジオの隣の部屋でTM NETWORKのレコーディングが行われた。TMの勢いのある楽曲を聴いた際、山下・竹内は共に『自分達のやっていることは、本当に大丈夫なのか』と不安になったという[book 3]。
4. 消息
本作唯一の書き下ろし。
5. 元気を出して
翌1988年にSEIKO「ドルチェ&エクセリーヌ」CFソングとしてシングル・カットされたが（シングル「夢の続き」のB面としても収録）、元々は1984年にリリースされた薬師丸ひろ子のアルバム『古今集』に提供された楽曲だった。薬師丸は、本アルバムにバックコーラスで参加している[book 1]。後年、2003年に島谷ひとみも同曲をカヴァーしている（「元気を出して#島谷ひとみのカバー・シングル」を参照）。
6. 駅
「元気を出して」と同じく竹内が歌って有名になった曲であるが、この曲も元々は「OH NO, OH YES!」と同じく中森のアルバム『CRIMSON』への提供曲であった。レコーディングの際は「明るく聞こえる声質だからつまらないと思って歌ってくれ」と山下達郎に注文された。この曲は、『CRIMSON』での解釈に山下が憤慨し、竹内にセルフカバーを提案するきっかけになったとも言われる。
7. テコのテーマ
アニメ映画『時空の旅人』の挿入歌だが、映画のエンディングで流れる。
8. 色・ホワイトブレンド
1986年、中山美穂への提供曲で資生堂'86春のキャンペーンソングに使われた。
9. 夢の続き
東宝映画『ハワイアン・ドリーム』主題歌。1992年の再発リマスター盤から1989年のリミックス・ヴァージョンに差し替えられている。
10. 時空の旅人
アニメ映画『時空の旅人』主題歌。映画ストーリーの途中で流れる。間奏とエンディングのギターソロは北島健二。

## 30th Anniversary Edition

### 解説
『REQUEST』の発売30周年記念盤が、2017年リマスタリング音源による『REQUEST -30th Anniversary Edition-』としてCD・アナログ盤の2形態にて2017年にリリース。
今作には、アレンジ及びプロデュースを手掛けた山下達郎による解説文「セルフ・カヴァーの草分け」と「制作ノート」、音楽ライター能地祐子による「REQUEST 解説」が付き、CD盤はボーナス・トラックを収録。そして、アナログ盤は2枚組の180g重量盤でそれぞれリリースされた。

### プロモーション、マーケティング
CDには特典として応募抽選で500名に、「夢の続き ('89 Remix) / プラスティック・ラブ (Extended club mix)」の非売品12インチ・シングル（アナログ盤）が当たる抽選応募ハガキを封入。また、各CDショップやネット・ショップでの購入先着特典として、ジャケットの絵柄の「オリジナル・ポストカード」がプレゼントされた。

### 収録曲
1. 恋の嵐  –  (4:37)[web 2]
2. OH NO, OH YES!  –  (5:18)[web 2]
3. けんかをやめて  –  (4:45)[web 2]
4. 消息  –  (3:49)[web 2]
5. 元気を出して  –  (4:47)[web 2]
6. 駅  –  (5:00)[web 2]
7. テコのテーマ  –  (4:23)[web 2]
8. 色・ホワイトブレンド  –  (4:03)[web 2]
9. 夢の続き  –  (5:21)[web 2]
1989年のシングル・カットに際し、ミックスがやり直される前のオリジナル・ミックス[book 4]。
10. 時空（とき）の旅人  –  (4:27)[web 2]
Bonus Tracks
11. テコのテーマ [Single Version]  –  (4:24)[web 2]
アルバムに先駆けて発売されたシングル用のミックス。アルバム収録のテイクとはサックス・ソロやコーラスが違っている[book 4]。
12. 夢の続き ['89 CD Single Mix]  –  (5:23)[web 2]
アルバムでは最後に録音されたために締め切りがタイトで、ミックス・ダウンに若干の不満があったことから、ミックスがやり直されたCDシングル用の89年ミックス[book 4]。
13. Good bye [Previously Unreleased]  –  (4:08)[web 2]
「時空（とき）の旅人」となる曲のオリジナル・ヴァージョン。もともとレコーディングされていた曲で、これに手が加えられ、歌詞が変更されたものが「時空（とき）の旅人」となった。初期のラフ・ミックスなので、間奏などはまだ入っていない[book 4]。
14. 恋の嵐 [Karaoke]  –  (4:37)[web 2]
15. 元気を出して [Karaoke]  –  (4:48)[web 2]
16. 駅 [Karaoke]  –  (4:57)[web 2]

### クレジット

#### 恋の嵐
- Words & Music by MARIYA TAKEUCHI
- ©1986 by NICHION､INC.

- 山下達郎 : Computer Programming, Synthesizer Operation, Electric Guitar, Glocken, Percussion & Background Vocals
- 青山純 : Drums
- 中西康晴 : Keyboards
- 淵野繁雄 : Tenor Sax Solo

#### OH NO, OH YES!
- Words & Music by MARIYA TAKEUCHI
- ©1986 by M.C.CABIN

- Written for Akina Nakamori in 1986

- 山下達郎 : Computer Programming, Drum Programming, Synthesizer Operation, Electric Guitar, Keyboards, Percussion & Background Vocals
- 竹内まりや : Background Vocals

#### けんかをやめて
- Words & Music by MARIYA TAKEUCHI
- ©1982 byTENDERBERRY & HARVEST INC.

- Written for Naoko Kawai in 1982

- 山下達郎 : Drums, Electric Guitar, Acoustic Guitar, Keyboards, Synthesizer Operation, Electric Sitar, Vibe, Glocken & Percussion
- 伊藤広規 : Electric Bass
- 山川恵津子 : Background Vocals
- 篠崎正嗣 : Strings Concert Master
- 服部克久 : Strings Arrangement

#### 消息
- Words & Music by MARIYA TAKEUCHI
- ©1987 by SMILE PUBLISHERS INC.

- 山下達郎 : Electric Guitar, Synthesizers, Hammond Organ, TR-727, Kalimba, Percussion & Background Vocals
- 上原裕 : Drums
- 伊藤広規 : Electric Bass
- 中西康晴 : Electric Piano & Synthesizers
- Thanks to Kumi Sasaki for the ending!

#### 元気を出して
- Words & Music by MARIYA TAKEUCHI
- ©1984 by TENDERBERRY & HARVEST INC.

- Written for Hiroko Yakushimaru in 1984

- 山下達郎 : Acounstic Guitar, Hammond Organ, Percussion & Backgound Vocals
- 青山純 : Drums
- 伊藤広規 : Electric Bass
- 佐藤博 : Acoustic Piano
- 浜口茂外也 : Percussion
- 薬師丸ひろ子 : Background Vocals

#### 駅
- Words & Music by MARIYA TAKEUCHI
- ©1986 by M.C.CABIN

- Written for Akina Nakamori in 1986

- 山下達郎 : Computer Programming, Synthesizer Operation, Electric Guitar, Keyboards & Percussion
- 青山純 : Drums
- 伊藤広規 : Electric Bass
- 浜口茂外也 : Percussion
- 篠崎正嗣 : Strings Concert Master
- 服部克久 : Strings Arrangement

#### TEKO'S THEME タイム・ストレンジャー・テコのテーマ
- Words & Music by MARIYA TAKEUCHI
- ©1986 by KADOKAWA MEDIA HOUSE INC.
& SMILE PUBLISHERS INC.

- 山下達郎 : Computer Programming, Synthesizer Operation, Acoustic Guitar, Electric Guitar, Keyboards, Glocken, Percussion & Background Vocals
- 青山純 : Drums
- 渕野繁男 : Tenor Sax Solo
(M11 Tenor Sax Solo by JAKE H. CONCEPCION)

#### 色・ホワイトブレンド
- Words & Music by MARIYA TAKEUCHI
- ©1986 by BURNING PUBLISHERS CO.,LTD.

- Writtern for Miho Nakayama in 1986

- 山下達郎 : Computer Programming, Synthesizer Operation, Electric Guitar, Acoustic Guitar, Keyboards, Vibe, Glocken, Persussion & Background Vocals
- 青山純 : Drums
- 難波弘之 : Acoustic Piano
- 松田真人 : Acoustic Piano
- JAKE H. CONCEPCION : Tenor Sax Solo
- 竹内まりや : Background Vocals

#### 夢の続き
- Words & Music by MARIYA TAKEUCHI
- ©1987 by FUJIPACIFIC MUSIC INC. & SMILE PUBLISHERS INC.

- 山下達郎 : Computer Programming, Drum Programming, Synthesizer Operation, Electric Guitar, Keyboards, Glocken, Percussion & Background Vocals
- 数原晋 : Trumpet
- JAKE H. CONCEPCION : Alto Sax, Tenor Sax & Baritone Sax

#### 時空（とき）の旅人
- Words & Music by MARIYA TAKEUCHI
- ©1986 by KADOKAWA MEDIA HOUSE INC.
& SMILE PUBLISHERS INC.

- 山下達郎 : Synthesizer Operation, Acoustic Guitar, Keyboards, Percussion & Background Vocals
- 青山純 : Drums
- 伊藤広規 : Electric Bass
- 吉川忠英 : Acoustic Guitar
- 北島健二 : Electric Guitar

#### Good bye
- Words & Music by MARIYA TAKEUCHI
- ©1986 by KADOKAWA MEDIA HOUSE INC.
& SMILE PUBLISHERS INC.

- 山下達郎 : Acoustic Guitar & Keyboards
- 野口明彦 : Drums
- 伊藤広規 : Electric Bass
- 吉川忠英 : Acoustic Guitar
- 竹内まりや : Electric Piano

#### スタッフ
- Original 1987 Edition

- PRODUCED BY TATSURO YAMASHITA
- ALL SONGS WRITTEN AND COMPOSED BY MARIYA TAKEUCHI

- All Tracks Arranged by TATSURO YAMASHITA
except Strings Arrangement on "EKI" and "KENKA O YAMETE"
by KATSUHISA HATTORI
- Executive Producer : RYUZO "JUNIOR" KOSUGI
- Recording Engineers : YASUO SATO, TAMOTSU YOSHIDA and TOSHIRO ITOH
- Remix Engineer : YASUO SATOH

- Assistant Engineers : TATSUYA NAKAMURA and TETSUYA MORIOKA
- Remastering Engineer : MITSUHARU KOBAYASHI
- Recorded at SMILE GARAGE, CBS SONY ROPPONGI and STUDIO A
- Remixed at SMILE GARAGE 2
- Remastered at SONY MUSIC SHINANOMACHI

- Artist Management: SMILE COMPANY (RYUZO KOSUGI)
- Production Co-ordinator : SHIN KATAYAMA
- A&R Assistant : YOSHIE ISAKA

- Art Direction and Cover Design : KENICHI HANADA
- Photography : AKIRA GOMI
- Stylist : TAEKO NAGATOMO
- Hair and Make up Artist : MICHIKO FUJIWARA
- Cover Concept : MARIYA

- - Love and Thanks to :
  - Ryuzo Kosugi and the entire staff at Moon Records, Smile Company & Smile Garage,
  - Hiroko Yakushimaru and Office MEL, Katsuhisa Hattori, Osamu Hosogai at Do Do Smile,
  - Akira Gomi, Yasuo Sato, Toshiro Itoh, Tatsuya Nakamura, Cindy, Kumi Sasaki, Marjorie Dewey,
  - Takanori and Taiko Yamashita, My Parents, Yoko Takeuchi and "Goofy", Tatsuro and Eri

- 2017 30th Anniversary Edition

- PRODUCED by TATSURO YAMASHITA for Tenderberry & Harvest
- Exective Producer : Ryuzo Kosugi

- CD Mastering Engineer : Isao Kikuchi (Warner Music Mastering)
- Digital Transfer : Tetsuya Naito (Sony Music Studios Tokyo)

- A&R Co-ordinators : Seiichi Inoue (WMJ) & Atsushi Aoki (WMJ)
- A&R in Chief : Ryoma Suzuki (WMJ)
- Sales Promotion : Yasuhiro Hayashi (WMJ)
- Artist Management : Katsunori Sato (Smile Company) & Masako Niimura (Smile Company)
- Assistant Management : Hiromitsu Fujino (Smile Company)
- Supervisor : Toshiyuki Kuroiwa (Smile Company)

- Reissue Design : Takuya Matsuo, Tatsuya Kuritsuka & Hisako Inoue (17)

- Hiroko Yakushimaru by thr courtesy of UNIVERSAL MUSIC LLC
- Hiroshi Satoh by the courtesy of ALFA MUSIC,INC.

## リリース履歴
| 形態 | 発売日         | 品番          | 発売元                                                                               | 備考 |
| ---- | -------------- | ------------- | ------------------------------------------------------------------------------------ | --- |
| LP   | 1987年08月12日 | MOON-28047    | アルファ・ムーン 販売元：ワーナー・パイオニア                                        | オリジナル・リリース                                                                                              |
| LP   | 2018年03月21日 | WPJL-10079/80 | ムーン / ワーナーミュージック・ジャパン                                              | リマスターCD『REQUEST 30th Anniversary Edition』のアナログ化。全10曲収録、180g重量盤：2枚組。                     |
| LP   | 2021年11月3日  | WPJL-10154    | ムーン / ワーナーミュージック・ジャパン                                              | 30th Anniversary Editionのマスターを使用しているが、収録曲はオリジナル盤に準拠した『2021 Vinyl Edition』。        |
| CD   | 1987年08月12日 | 32XM-46       | アルファ・ムーン 販売元：ワーナー・パイオニア                                        | 白地赤文字帯。定価￥3,200→￥3,008（消費税3％導入1989年4月1日以降）                                                |
| CD   | 1987年08月12日 | 32XM-46       | エム・エム・ジー 販売元：ワーナー・パイオニア→ワーナーミュージック・ジャパン         | 1990年、アルファ・ムーンから社名変更にともない、品番、発売日クレジットそのままで帯デザインを青帯に変更。          |
| CD   | 1988年12月21日 | 43XG-2        | アルファ・ムーン 販売元：ワーナー・パイオニア                                        | 【CD再発】 ゴールドCD、LPジャケット仕様。                                                                         |
| CD   | 1992年10月22日 | AMCM-4147     | エム・エム・ジー→イースト・ウエスト・ジャパン 販売元：ワーナーミュージック・ジャパン | 【CD再発】 92年リマスタリング盤。青帯                                                                             |
| CD   | 1999年06月02日 | WPCV-10041    | ワーナーミュージック・ジャパン                                                       | 【CD再発】 発売元、変更の再発、中身は92年盤と同じ。青帯                                                           |
| CD   | 2017年11月22日 | WPCL-12756    | ムーン / ワーナーミュージック・ジャパン                                              | 発売から30周年を記念してリリースされるリマスター盤。ボーナス・トラック6曲収録。山下達郎と能地祐子による解説収載。 |
| CT   | 1987年08月12日 | MOCT-28033    | アルファ・ムーン 販売元：ワーナー・パイオニア                                        | オリジナルLPと同時発売。                                                                                          |
| CT   | 1992年10月22日 | AMTM-4147     | エム・エム・ジー→イースト・ウエスト・ジャパン                                        | 【CT再発】 92年リマスタリング盤。                                                                                 |

#### 書籍
1. 1 2  付属パンフレットより。
2. 1 2 3  竹内 2017
3. ↑  ロッキング・オン刊「Cut」1997年1月号112Pより。
4. 1 2 3 4  山下達郎竹内まりや「制作ノート」『REQUEST 30th Anniversary Edition』、MOON ⁄ WARNER MUSIC JAPAN、2017年。WPCL-12756。

#### オンライン
1. ↑  “竹内まりや『REQUEST』　9月14日よりサブスク解禁”. amass.jp. 2024年4月13日閲覧。
2. 1 2 3 4 5 6 7 8 9 10 11 12 13 14 15 16 17  “竹内まりや/REQUEST 30th ANNIVERSARY EDITION” (日本語). TOWER RECORDS ONLINE.  タワーレコード株式会社. 2018年12月6日閲覧。
3. ↑  “News – 竹内まりや「REQUEST -30th ANNIVERSARY EDITION-」豪華特典が決定!”. ワーナーミュージック・オフィシャルサイト.  株式会社ワーナーミュージック・ジャパン (2017年11月13日). 2018年12月6日閲覧。
4. ↑  “News – 竹内まりや「REQUEST －30th Anniversary Edition－」収録内容＆特典決定のお知らせ”. ワーナーミュージック・オフィシャルサイト.   株式会社ワーナーミュージック・ジャパン (2017年10月17日). 2018年12月6日閲覧。
5. ↑  “竹内まりや「プラスティック・ラブ」12inch発売、アルバム2作のアナログ再発も決定”.  音楽ナタリー. 2021年11月9日閲覧。

## 参考資料
- 竹内まりや『REQUEST -30th Anniversary Edition-』（ライナーノーツ）MOON RECORDS、2017年11月22日。WPCL-12756。